# Адолф II (Шаумбург-Липе)
Адолф II Бернард Мориц Ернст Валдемар фон Шаумбург-Липе (на немски: Adolf II Bernard Moritz Ernst Waldemar Fürst zu Schaumburg-Lippe; * 23 февруари 1883, Щатхаген, Долна Саксония; † 26 март 1936, Зомбанго, Мексико, самолетна катастрофа) е последният княз на Шаумбург-Липе (1911 – 1918), господар на Липе, граф на Шваленберг и Щернберг, пруски полковник, шеф на фамилията Шаумбург-Липе (1911 – 1936). Той се отказва от трона си на 15 ноември 1918 г., като последен немски монарх.

## Биография
Той е най-големият син на княз Георг фон Шаумбург-Липе (1893 – 1911) и принцеса Мария Анна фон Саксония-Алтенбург (1864 – 1918), дъщеря на Мориц фон Саксония-Алтенбург (1829 – 1907) и принцеса Августа фон Саксония-Майнинген (1843 – 1919). Внук е на княз Адолф I Георг фон Шаумбург-Липе (1817 – 1893) и принцеса Хермина фон Валдек-Пирмонт (1827 – 1910).
През малкото години на неговото управление (1911 – 1918) Адолф II фон Шаумбург-Липе строи в град Бад Айлзен. Той се отказва от трона си на 15 ноември 1918 г. по времето на Германската революция.
Адолф II загива на 53 години при самолетна катастрофа на 26 март 1936 в Зомбанго, Мексико, близо до вулкана Попокатепетъл, заедно със съпругата си. Наследен е от братята и сестрите му.

## Фамилия
Адолф II фон Шаумбург-Липе се жени на 10 януари 1920 г. в Берлин за артистката Елен Бишоф-Кортхауз (* 6 ноември 1894, Мюнхен; † 26 март 1936, Зомбанго, Мексико, самолетна катастрофа), разведена на 13 декември 1919 г. от принц Ебервин Лудвиг Георг Фридрих фон Бентхайм-Щайнфурт (1882 – 1949). Бракът е бездетен.